# Sistema Eletrónico para Autorização de Viagem
O Sistema Eletrónico para Autorização de Viagem (em inglês: Electronic System for Travel Authorization, ESTA) é um sistema automatizado que determina a elegibilidade dos visitantes que viajam para os Estados Unidos da América (EUA) através do Programa de Isenção de Visto (Visa Waiver Program, VWP). A criação do ESTA foi determinada pelas Recomendações de Implementação da Lei da Comissão do 9/11 em 2007. O ESTA só autoriza a viagem para um aeroporto, fronteira terrestre ou porto de entrada nos EUA, mas a admissibilidade nos Estados Unidos é sempre determinada por um agente da agência federal de Alfândega e Proteção de Fronteiras dos EUA à chegada. A inscrição no ESTA recolhe informações biográficas e responde a perguntas para confirmar a elegibilidade para o Programa de Isenção de Visto (VWP).
As inscrições do ESTA podem ser feitas em qualquer momento, mas os viajantes são aconselhados a inscreverem-se com, pelo menos, 72 horas de antecedência em relação à viagem. O ESTA tem uma taxa de inscrição de $4 e, se aprovada, é cobrada uma taxa adicional de $17, totalizando $21. Após a aprovação, a autorização mantém-se válida por (2) dois anos, ou até à caducidade do passaporte se esta ocorrer antes, para múltiplas viagens durante este período. Cada pessoa que viaja através do Programa de Isenção de Visto (VWP), independentemente da idade, precisa de um registo no ESTA independente.
O ESTA também é necessário para viagens através do Programa de Isenção de Visto (VWP) para os territórios norte-americanos de Porto Rico, Ilhas Virgens Americanas, Guam e Ilhas Marianas do Norte, mas alguns destes territórios têm isenções independentes para certas nacionalidades que não exigem o ESTA. Viajar para a Samoa Americana requer uma permissão ou autorização eletrónica diferente.

## História
Os viajantes começaram a poder requerer o ESTA em agosto de 2008, e a autorização tornou-se obrigatória para viagens aéreas ou marítimas a partir de 12 de janeiro de 2009. Desde 20 de janeiro de 2010, as companhias aéreas são multadas se não exigirem, antes do embarque no aeroporto de origem, o ESTA aos passageiros que viajam através do Programa de Isenção de Visto (VWP).
Inicialmente, o ESTA estava disponível gratuitamente no sítio eletrónico (website) da agência federal de Alfândega e Proteção de Fronteiras dos EUA (U.S. Customs and Border Protection, CBP). A 8 de setembro de 2010, seguindo a Lei de Promoção de Viagens de 2009 (Travel Promotion Act of 2009), a CBP começou a cobrar uma taxa de $4 para cobrir os custos administrativos e, se o pedido fosse aprovado, uma taxa adicional de $10 para financiar a Corporação para a Promoção de Viagens (Corporation for Travel Promotion) (também conhecida como Brand USA), num total de $14 para cada ESTA aprovado. A 26 de maio de 2022, a segunda taxa foi aumentada para $17, totalizando $21 para cada ESTA aprovado. Caso a chegada aos EUA seja feita por terra a partir do Canadá ou do México, há uma taxa adicional de $6 para o processamento do Formulário de Entrada/Saída I-94. A União Europeia, a princípio, começou por criticar a taxa quando ela foi introduzida, mas depois acabou por planear introduzir também a exigência de uma autorização eletrónica de viagem designada por Sistema Europeu de Informação e Autorização de Viagem (European Travel Information and Authorisation System, ETIAS) com uma taxa de €7. Também o Reino Unido acabou por planear a introdução da exigência de uma autorização eletrónica de viagem designada por Autorização Eletrónica de Viagem do Reino Unido (ETA), que está previsto ser implementada em simultâneo com o ETIAS da União Europeia.
O ESTA tornou-se obrigatório também para a entrada por via terrestre a partir de 1 de outubro de 2022.

## Elegibilidade
A partir de 2023, cidadãos de 41 países que podem viajar para os Estados Unidos através do Programa de Isenção de Vistos (VWP), estão obrigados a candidatarem-se a uma autorização de viagem ESTA:
| - Andorra - Austrália - Áustria - Bélgica - Brunei - Chile - Croácia - Chéquia - Dinamarca - Estónia - Finlândia - França - Alemanha - Grécia | - Hungria - Islândia - Israel - Irlanda - Itália - Japão - Coreia do Sul - Letónia - Liechtenstein - Lituânia - Luxemburgo - Malta - Mónaco - Países Baixos | - Nova Zelândia - Noruega - Polónia - Portugal - São Marinho - Singapura - Eslováquia - Eslovénia - Espanha - Suécia - Suíça - Taiwan - Reino Unido |

1. ↑  Apenas para cidadãos Húngaros nascidos na Hungria.[19][20]
2. ↑  Apenas para portadores de passaportes com o Número de Identificação Nacional (de acordo com o Cartão de Identificação Nacional).
3. ↑  Apenas os cidadãos Britânicos (de acordo com a Lei da Nacionalidade Britânica [British Nationality Law]) são elegíveis para participarem no Programa de Isenção de Vistos (VWP).[21]

Os visitantes sob o Programa de Isenção de Vistos (VWP) podem permanecer nos Estados Unidos por 90 dias, o que também inclui o tempo gasto no Canadá, México, Bermudas ou nas ilhas das Caraíbas, se a chegada for feita pelos Estados Unidos.
A partir de 21 de janeiro de 2016, aqueles que já viajaram para o Irão, Iraque, Líbia, Coreia do Norte, Somália, Sudão, Síria ou Iémen após 1 de março de 2011, ou para Cuba após 12 de janeiro de 2021, ou que têm dupla nacionalidade sendo uma delas do Irão, Iraque, Coreia do Norte, Sudão ou Síria, não são elegíveis para viajar sob o Programa de Isenção de Vistos (VWP). No entanto, aqueles que viajaram para tais países como diplomatas, militares, jornalistas, trabalhadores humanitários ou empresários legítimos podem ter esta inelegibilidade dispensada pelo Secretário de Segurança Interna dos EUA. Em qualquer caso, todos aqueles que sejam inelegíveis para o Programa de Isenção de Visto (VWP) podem sempre requerer um visto ordinário numa embaixada ou consulado dos EUA.

## Descrição do Sistema
O ESTA submete os viajantes a um procedimento de controlo (consulta das bases de dados biométricas federais, tais como as bases de dados Codis e AFIS do FBI, bem como das agências de inteligência), no fim do qual são emitidos, caso sejam “desconhecidos” para estas bases de dados, uma autorização válida por um período de (2) dois anos ou até à expiração da data de validade do passaporte. Os viajantes devem preencher um Formulário I-942, e também um Formulário I-94W antes de embarcar num avião ou num barco em direção a uma fronteira dos EUA, sendo que as informações fornecidas são usadas pelo Departamento do Censo e pelo Departamento de Comércio. O sistema online da DSI é utilizado para fins de segurança.
Na maioria dos casos, uma resposta quase imediata é fornecida pelo Sistema Eletrónico para Autorização de Viagem:
- autorização concedida: A viagem está autorizada, a maioria dos pedidos são deste modo aprovados em poucas horas ou dias;
- viagem não autorizada: o viajante deve requerer um visto nos serviços consulares de uma Embaixada ou Consulado dos EUA antes de viajar para os Estados Unidos; os viajantes com necessidade de visto devem solicitá-lo na Embaixada ou Consulado dos EUA no seu país de residência, o que pode demorar mais tempo (é necessária a habitual entrevista com um funcionário consular) e os sujeita à possibilidade de recusa da emissão de visto;
- autorização pendente: uma resposta definitiva é disponibilizada em 72 horas e o viajante poderá verificar o estado do seu processo no sítio em linha (website) do ESTA.

## Inscrição

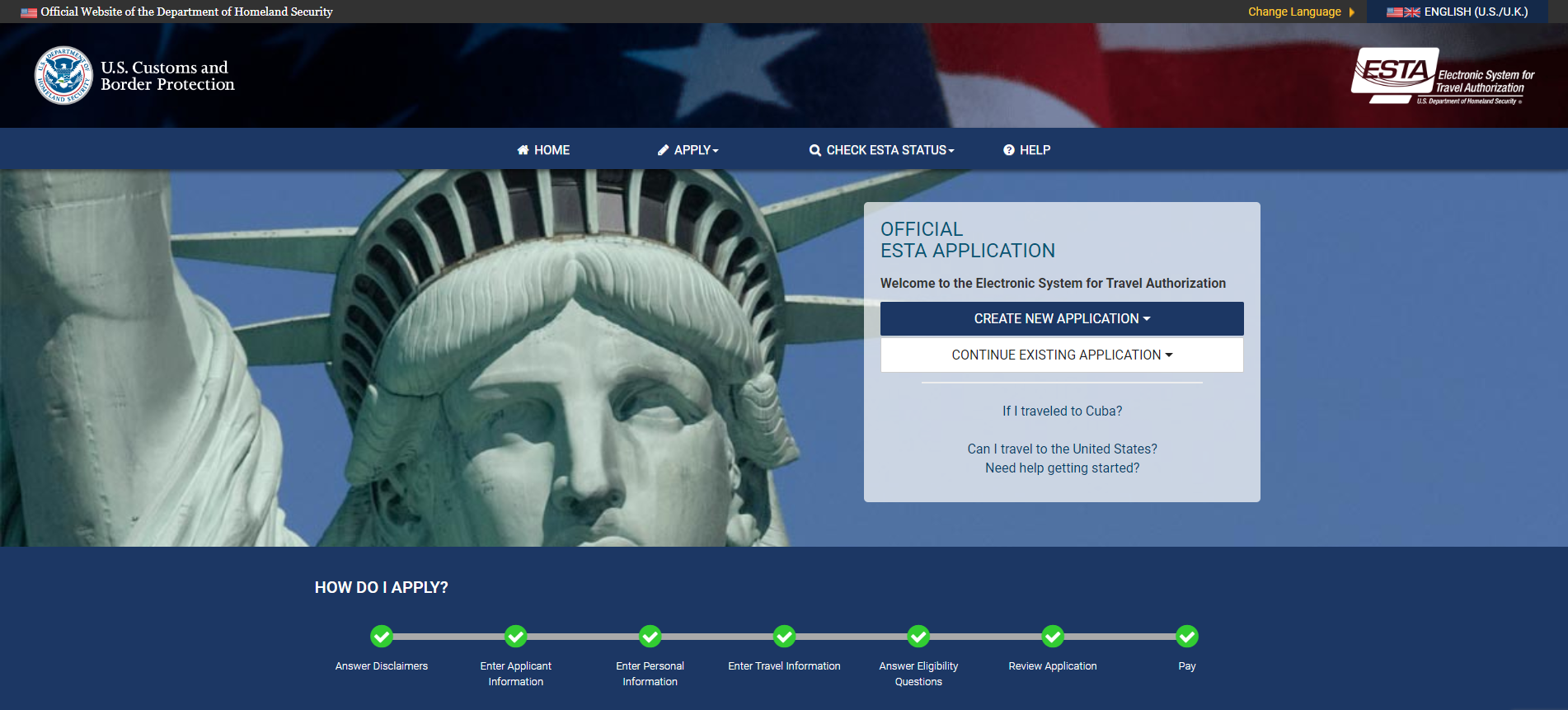
O sítio eletrónico (website) oficial do Sistema Eletrónico para Autorização de Viagem (ESTA).

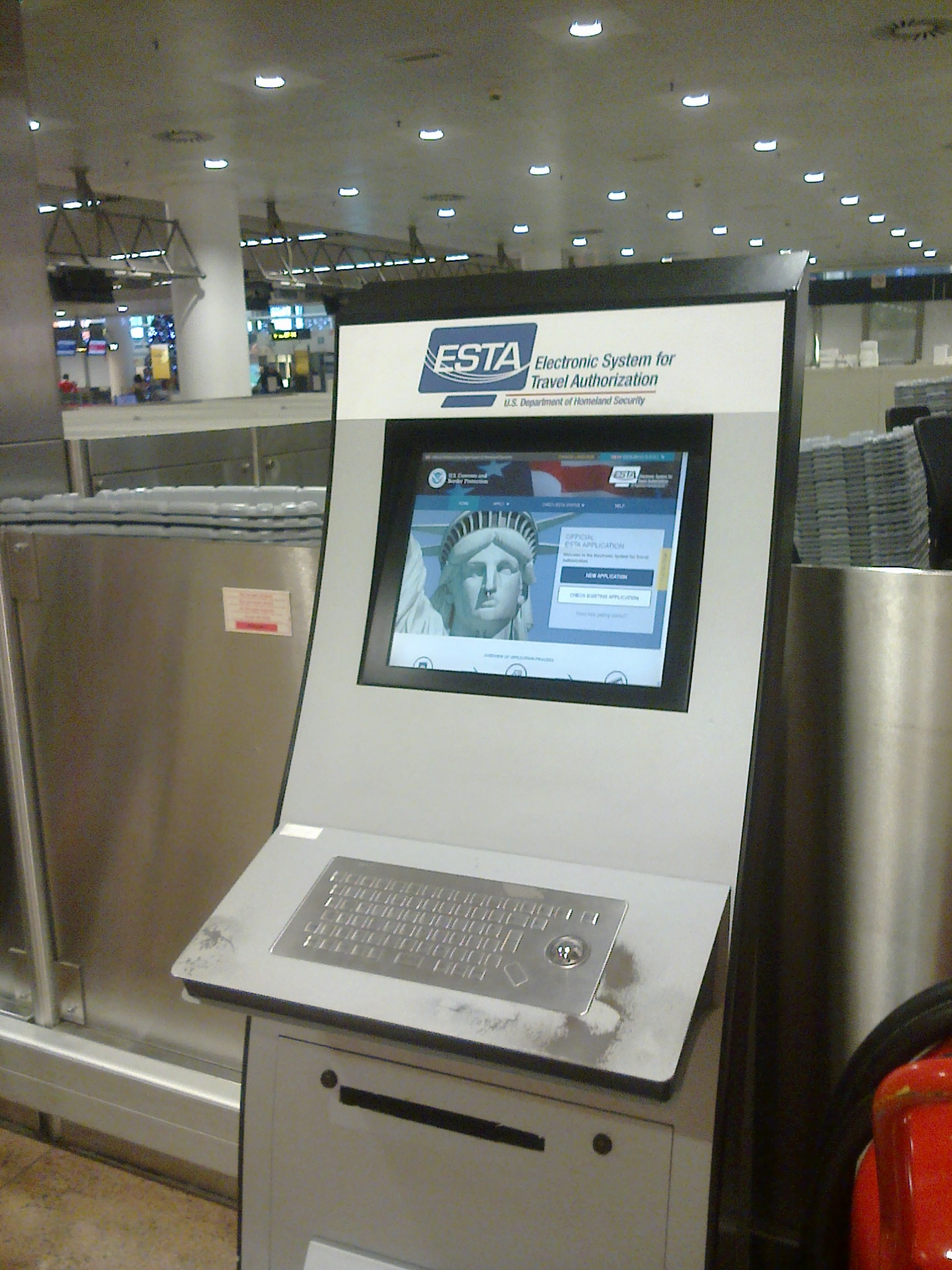
Um quiosque eletrónico com um terminal de preenchimento do formulário de inscrição no ESTA no Aeroporto de Bruxelas, na Bélgica.

Em dezembro de 2018, o CBP anunciou que as aprovações instantâneas do ESTA iriam deixar de estar disponíveis e reiterou que "encorajava fortemente" os viajantes a enviar uma inscrição de autorização em linha (online) com uma antecedência de pelo menos três dias (72 horas) antes de viajar para os Estados Unidos. No entanto, o sítio eletrónico (website) do CBP ainda refere que "na maioria dos casos, é recebida uma resposta em apenas alguns segundos após o envio de uma inscrição".
Cada autorização de viagem ao abrigo do ESTA pode ser válida até (2) dois anos, para várias viagens durante este período. No entanto, os viajantes devem obter uma nova autorização ESTA se receberem um novo passaporte, ou mudarem de nome, género ou país de nacionalidade, ou se qualquer resposta às perguntas de elegibilidade à inscrição do ESTA se alterarem.
Cada entrada no Programa de Isenção de Visto (VWP) é válida apenas para uma estadia máxima combinada de 90 dias nos Estados Unidos e nos países vizinhos. O período de admissão não pode ser prorrogado no âmbito do programa. Se pretender uma estadia mais longa, é obrigatório que requeira um visto.
O ESTA não garante a entrada nos Estados Unidos. Os agentes do CBP fazem a determinação final da admissibilidade (entrada) nos Estados Unidos e podem cancelar ou negar o ESTA a qualquer momento durante a viagem, por exemplo, por suspeitas de ter fornecido informações falsas na inscrição.

### Informação obrigatória
O requerente deve fornecer as seguintes informações:
- Informações sobre o requerente
  - Nome completo
  - Género
  - Outros nomes ou pseudónimos, se houver
  - Data, local e país de nascimento (de acordo com o passaporte)
  - Nomes dos pais, se conhecidos
- Informações do passaporte
  - Número do Passaporte
  - País do passaporte
  - Data de emissão do passaporte
  - Data de Validade do Passaporte
  - País de nacionalidade
  - Número de identificação nacional (se disponível)
  - Outra nacionalidade, com a correspondente informação, incluindo o histórico de nacionalidades, se houver
    - Caso uma das outras nacionalidades seja do Irão, Iraque, Coreia do Norte, Sudão ou Síria, o requerente não é elegível para se inscrever no ESTA, devendo requerer um visto ordinário numa embaixada ou consulado dos EUA[26]
- Associação ao Global Entry
  - Se o requerente é um membro do programa Global Entry
- Detalhes de contato
  - Endereço de correio eletrónico (email)
  - Número de telefone
  - Morada da residência
- Redes sociais (opcional)
  - Plataformas e respetivos nomes de utilizador
- Contato de emergência dentro ou fora dos Estados Unidos
  - Nome completo
  - Número de telefone
  - Morada da residência
  - Endereço de correio eletrónico (email)
- Informação da viagem
  - Se viaja em Trânsito (sim/não)
  - Morada enquanto estiver nos EUA (uma pessoa, empresa ou hotel que se pretende visitar)
  - Pessoa de contato nos EUA (nome, morada, número de telefone) (opcional)
- Informações do empregador, se houver
  - Empregador/Empresa
  - Cargo
  - Morada
  - Número de telefone
- Questões de elegibilidade (sim/não). Os requerentes também devem especificar se algum dos itens seguintes se aplicam ao seu caso por meio de respostas sim/não. As inscrições serão obrigatoriamente indeferidas se o requerente:
  - Tem um distúrbio físico ou mental que representa uma ameaça para os outros, ou é um utilizador de drogas, ou tem uma de certas doenças contagiosas, como a cólera, a difteria, a tuberculose, a peste, a febre amarela, o ébola ou doenças respiratórias agudas graves
  - Já foi preso ou condenado por um crime que resultou em sérios danos à propriedade ou sérios danos a outra pessoa ou autoridade governamental
  - Já violou qualquer lei relacionada com a posse, o uso ou a distribuição de drogas ilegais
  - Planeia envolver-se ou já se envolveu em atividades terroristas, espionagem, sabotagem ou genocídio
  - Cometeu fraude ou enganou-se a si mesmo ou a outros para obter ou ajudar outros a obterem um visto ou entrada nos Estados Unidos
  - Pretende procurar emprego nos Estados Unidos ou já trabalhou nos Estados Unidos sem permissão (autorização) prévia do governo dos EUA
  - Teve um visto negado nos Estados Unidos ou foi-lhe recusada a admissão nos Estados Unidos num ponto de entrada nos Estados Unidos
  - Já permaneceu nos Estados Unidos por mais tempo do que o período de admissão legal previa (tempo legal de estadia excedido)
  - Viajou para o Irão, Iraque, Líbia, Coreia do Norte, Somália, Sudão, Síria ou Iémen após 1 de março de 2011[23][24]
  - Viajou para Cuba após 12 de janeiro de 2021[25]

Em qualquer caso, todos aqueles que sejam inelegíveis para o Programa de Isenção de Visto (VWP) e, por isso, sejam também inelegíveis para o ESTA, podem sempre requerer um visto ordinário numa embaixada ou consulado dos EUA.

### Sítios eletrónicos (websites) de terceiros
Alguns sítios eletrónicos (websites) oferecem o preenchimento de inscrições ESTA mediante o pagamento de uma taxa, muitas vezes maior do que a taxa exigida e cobrada pelo governo dos EUA. O acesso e a inscrição por meio do sítio eletrónico (website) oficial do governo dos EUA estão disponíveis para todos os viajantes qualificados no Programa de Isenção de Visto (VWP). A prevenção de tais "golpes de taxas ESTA" tornou-se mais difícil quando a taxa obrigatória do governo dos EUA foi imposta, pois os esforços anteriores de sensibilização pública concentraram-se em divulgar a mensagem de que os pedidos do ESTA eram gratuitos e qualquer pessoa que solicitasse um pagamento era um terceiro não autorizado. Vários sítios eletrónicos (websites) de terceiros tentam parecer legítimos, usando endereços da web que parecem ser oficiais e que colocam logotipos que fazer lembrar o emblema do governo dos EUA. E estes sítios eletrónicos (websites) de terceiros podem ou não conter um pequeno aviso na parte inferior da página que diz que não estão associados ao governo dos EUA.
Mesmo que um dos sítios eletrónicos (websites) de terceiros seja usado, os próprios passageiros continuam a precisar de preencher o formulário oficial. Diversas preocupações têm vindo a ser levantadas de que sítios eletrónicos (websites) de terceiros podem ser usados para roubo de identidade, fraude de cartão de crédito (credit card fraud) ou distribuição de malware.